# Crescentino
Crescentino (Chërsentin in piemontese) è un comune italiano di 7 565 abitanti della provincia di Vercelli in Piemonte.

## Geografia fisica
Crescentino ha una superficie di 48,26 km² e un'altitudine di 154 m s.l.m.; il capoluogo è situato a ridosso della confluenza della Dora Baltea nel Po.
Si trova all'interno della Riserva speciale della palude di San Genuario.

## Storia

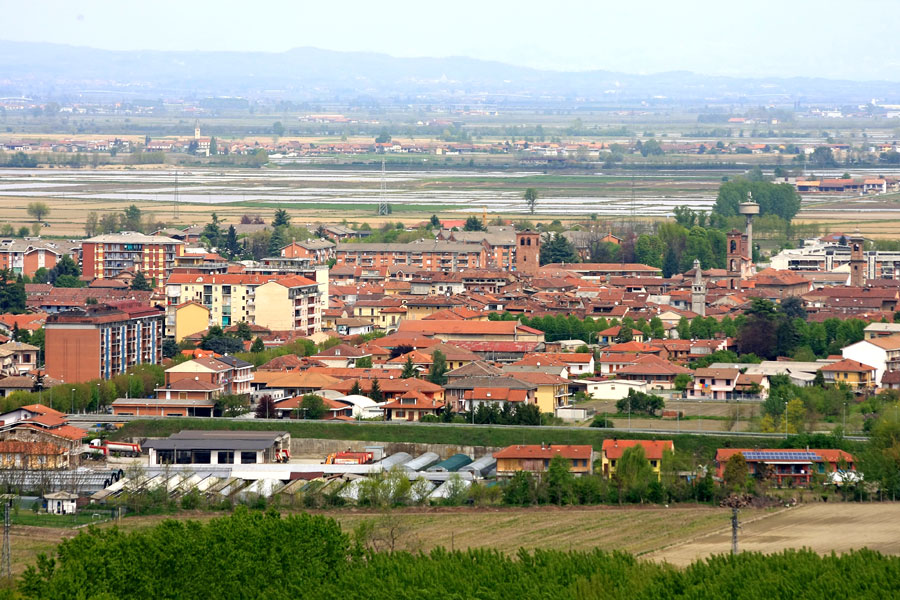
Panorama del centro di Crescentino

Costruito nel 1242 dal comune di Vercelli come borgo franco, l'agglomerato nacque su un territorio anticamente appartenuto dapprima al Capitolo vercellese di San'Eusebio (Alto Medioevo), quindi all'abbazia benedettina di San Genuario e Lamporo, quindi al Principato di Lucedio (Basso Medioevo). Il tracciato originario aveva la forma di un quadrilatero irregolare, diviso a metà da una via principale, a sua volta intersecata da tre contrade minori che ne caratterizzarono l'impianto urbanistico del centro storico.

Il toponimo del borgo deriverebbe dal nome del prediale Crescens, e del suo diminutivo, relativamente diffuso nel XIII secolo.. Caduto nel 1315 in mano alla famiglia filo-imperiale dei Conti Tizzoni, il borgo ebbe un ruolo importante nello scacchiere tra il Po, Chivasso e Casale, come confine tra il Marchesato del Monferrato ed il Ducato di Savoia. Quest'ultimo, infatti, decise di annettere il borgo ai territori sabaudi già nel 1428. I Savoia introdussero nuove fortificazioni e migliorarono il collegamento con la vicina fortezza di Verrua, a difesa del transito fluviale e delle vie di comunicazione con Asti e Vercelli. Nel 1529, durante il conflitto franco-spagnolo, un gruppo di abitanti, segretamente alleati con alcuni abitanti di Vische (nel vicino Canavese), riuscirono ad insorgere contro il dominio dei Tizzoni, dando alle fiamme l'antica residenza.
Il definitivo affrancamento del borgo ai Savoia, però, avvenne soltanto nel 1613, quando Carlo Emanuele lo strappò alle pretese dei Gonzaga, scegliendolo come presidio militare di confine. Questi ultimi tentarono due grandi assedi sia nel 1625 che nel 1715, in particolare alla vicina Rocca di Verrua. Il borgo fu duramente colpito, e soltanto nel XVIII secolo vide un periodo di ricostruzione, tanto da fregiarsi del titolo di città. Crescentino, infatti, venne elevata al rango di città da Carlo Emanuele III di Savoia con lettere patenti datate 13 giugno 1762. Lo stesso sovrano concesse la città di Crescentino in appannaggio (e dunque non in feudo) al proprio secondogenito Benedetto di Savoia, duca del Chiablese, con il titolo di principe, mediante lettere patenti datate 8 febbraio 1763. Questo principe, peraltro, regolò la gestione delle terre intorno a Crescentino con i Bandi campestri per la città di Crescentino e per il contado delle Apertole interinati dal Reale Senato di Torino lì 22 luglio 1786. Il sottotitolo dei bandi reca precisamente: compilati per ordine di Benedetto Maurizio di Savoia, duca di Chiablese, principe della città di Crescentino.
L'incremento demografico produsse l'intensificazione del lavoro agricolo, soprattutto orientato sulla risicoltura vercellese, e del piccolo commercio. Risalgono a questo periodo la trasformazione di alcune attività artigianali in piccole industrie, nonché la formazione di cantieri di mastri carpentieri, che operarono largamente nella zona.
Durante la seconda guerra mondiale le reazioni nazifasciste alle azioni partigiane, spesso condotte in modo improvvisato, assunsero caratteri di inumana crudeltà, come accadde l'8 settembre 1944, quando vennero fucilati nove uomini sul piazzale della stazione ferroviaria, quale ritorsione per l'uccisione di un tedesco da parte di partigiani nel ristorante della stazione stessa.
Undici giorni dopo, Crescentino venne prima saccheggiata e poi incendiata dai tedeschi. Trentanove case andarono distrutte e i danni furono stimati in 50 milioni di lire dell'epoca.
A partire dal secondo dopoguerra, Crescentino vide la sua economia basata sulla tradizionale risicoltura, via via affiancata dallo sviluppo di piccole industrie metalmeccaniche. Negli anni più recenti, il lavoro si basò principalmente sull'impiego di tecnici presso le vicine centrali nucleari Trino - Fermi 1 e Trino 2, oltre che nell'impianto nucleare EUREX-Enea di Saluggia, quindi sul recente impianto chimico a bioetanolo.

### Simboli
Lo stemma della Città di Crescentino è stato concesso con decreto del presidente della Repubblica in data 26 luglio 2002.
Il gonfalone è un drappo di bianco.
Lo stemma è riportato anche nella Bibliografia storica degli Stati della monarchia di Savoia del 1893.

### Onorificenze

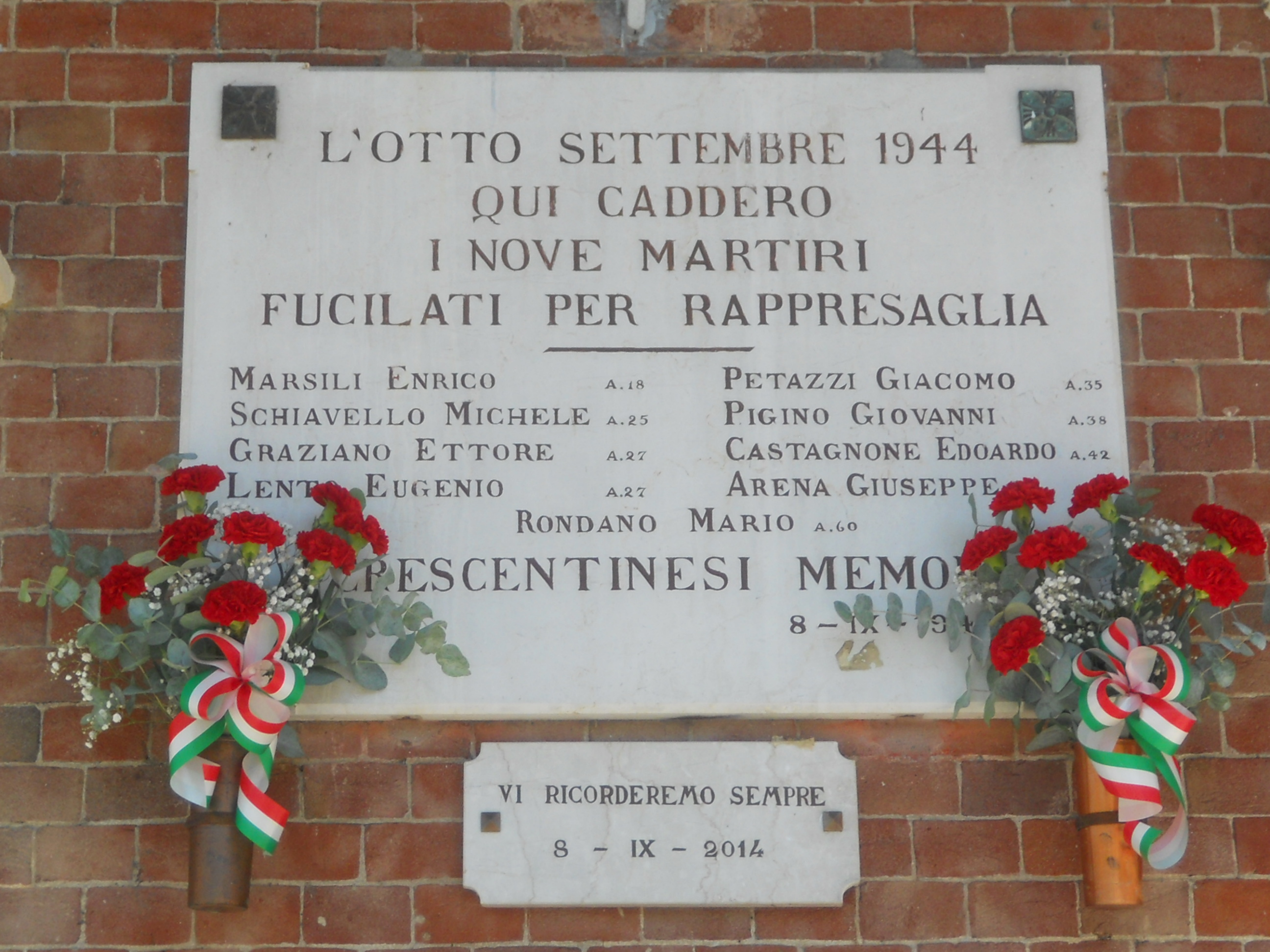
Targa per i fucilati dell'8 settembre 1944 sul muro della stazione ferroviaria

Crescentino ottenne il titolo di Città con regie patenti del 15 giugno 1752.

## Monumenti e luoghi d'interesse

### Santuario Madonna del Palazzo

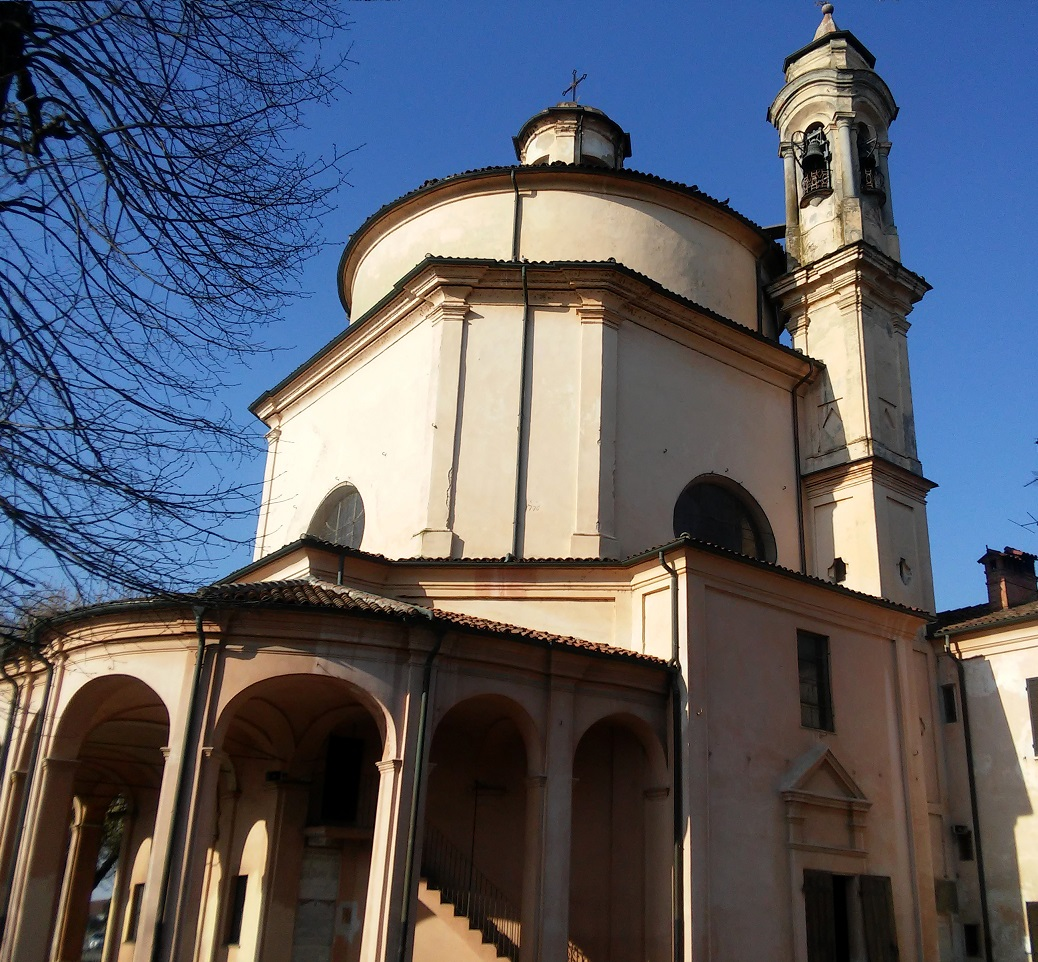
Esterno del Santuario

Situato alla periferia ovest del paese, il nome fu preso da Palatium, un presidio romano lungo l'antica strada ticinese e abitato dagli Agamini, probabilmente una tribù originaria di Ghemme. Qui, intorno al IV secolo, sorse la prima Pieve, per volere di sant'Eusebio di Vercelli, primo vescovo della diocesi e dell'intero Piemonte.
 Si narra che, quest'ultimo, molto devoto alla Madonna Nera, avesse portato dalla Terra santa, oltre che gli importanti simulacri mariani di Crea (Alessandria), di Oropa (Biella) e di Cagliari, una piccola statua lignea di Madonna (questa però non nera) con Gesù Bambino qui, nella appena nata Pieve. Il sito si espanse in un vero e proprio sito religioso in stile romanico, soprattutto nel periodo X-XIII secolo, ma perse poi d'importanza lungo tutto il Basso Medioevo, fino alla completa distruzione dell'impianto originario, dopo l'invasione delle truppe francesi nel vercellese, nel 1544. Dell'antica statuetta lignea mariana portata da sant'Eusebio inoltre, si persero le tracce, fino al suo ritrovamento, da parte di una sordomuta, presso una fonte poco distante.
Nel 1577 quindi, si decise di costruire una nuova Pieve sulle rovine della precedente, sotto la direzione di Antonio Sosso. La mancanza di fondi tuttavia, non permise l'ampliamento del sito, fino all'anno 1737, quando il rettore don Giuseppe Sagnò, si prodigò per l'erezione di un vero e proprio Santuario. I lavori continuarono incessantemente anche dopo la sua morte (1763).
Famoso fu lo storico intervento, nel 1776, del muratore Crescentino Serra, nello spostare l'intero campanile di almeno 4 metri più in là, con enormi travi di rovere, poiché erroneamente costruito troppo vicino al primitivo sacello.

### Chiesa Parrocchiale "B. V. Assunta"
In Piazza Vische è presente la chiesa parrocchiale della B.V. Assunta, risalente al titolo comunale del borgo XIII secolo, ma di dimensioni notevolmente minori per via dello spazio occupato dall'antica residenza dei Conti Tizzoni. Quest'ultima, eliminata all'inizio del XVI secolo, permise l'ampliamento dell'attuale impianto religioso soltanto nel 1548, e fu completata soltanto nel 1582.
L'originaria cappella crescentinese sorse con ogni probabilità nel 1242, anno di fondazione del paese; nel 1486 l'edificio venne dotato di una cappella laterale dedicata a san Pietro, voluta dalla contessa Giovanna Tizzoni. 
Nel 1546 venne posta la prima pietra della nuova chiesa, che fu consacrata cinque anni dopo, sebbene non ancora completa; i lavori terminarono infatti solo nel 1580. Nel 1592 l'arcivescovo Marcantonio Visia la eresse a parrocchiale durante la sua visita pastorale.
La chiesa fu interessata da un intervento di rifacimento e di ammodernamento nel XVIII secolo; l'architetto Ferdinando Bonsignore presentò un progetto per la nuova facciata, che però non venne mai eseguito a causa dei successivi accadimenti del periodo napoleonico.
Nel 1906 fu eretto su disegno dall'ingegner Canetti il nuovo campanile, dopo la demolizione della precedente torre; nel 1927 la chiesa venne restaurata e negli anni settanta si provvide, in ossequio alle norme postconciliari, a installare il nuovo altare rivolto verso l'assemblea.

#### San Crescentino

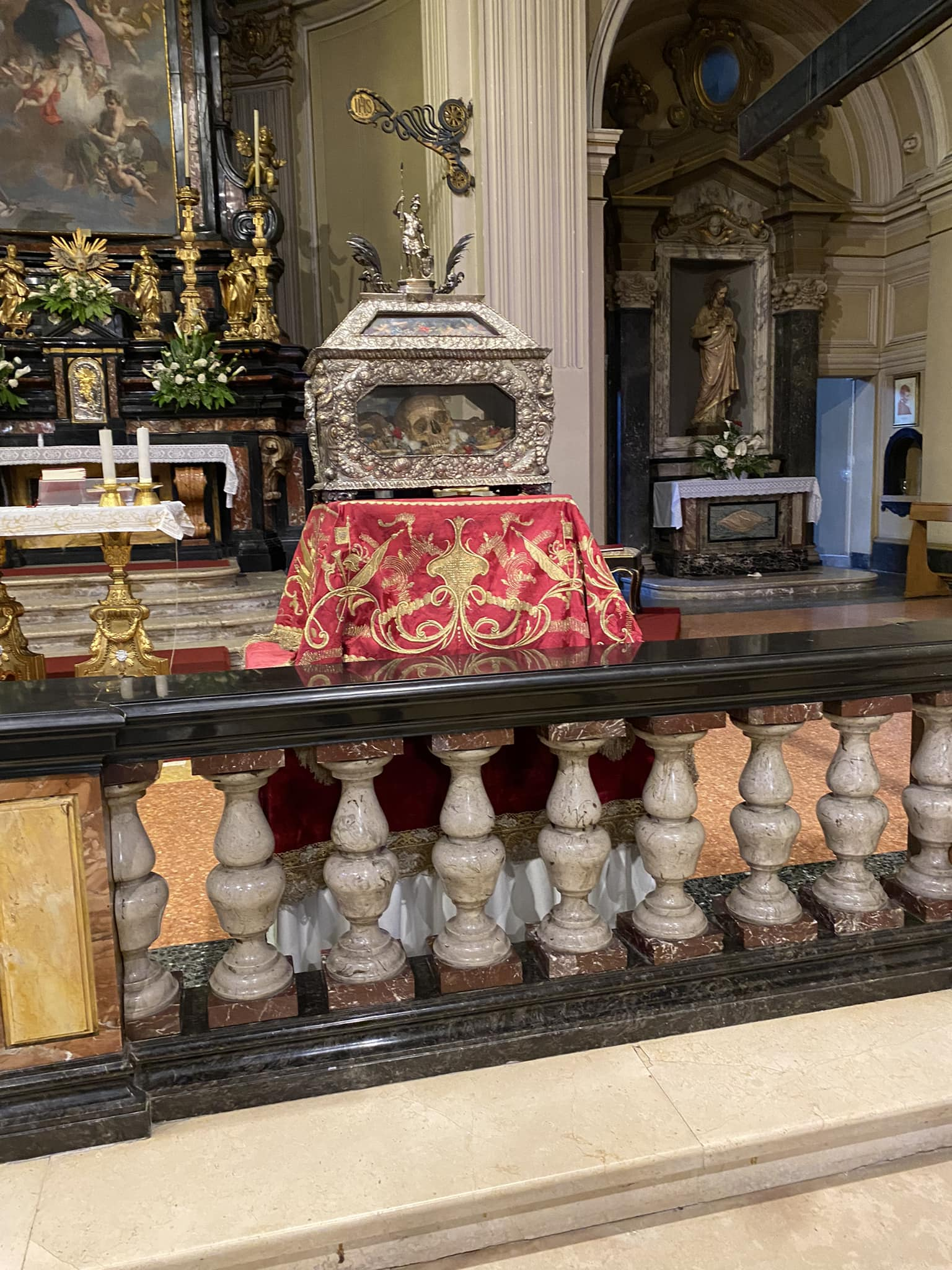
Urna in argento contenente le reliquie di San Crescentino, patrono della Città

Secondo l’indicazione del Martirologio Romano, San Crescentino ricorre il 1º giugno di ogni anno. 
In tale occasione le spoglie mortali del Santo, custodite tutto l’anno nella cappella a lui dedicata nella Chiesa Parrocchiale dell’Assunta, ubicata nella navata laterale destra, e conservate in una teca d’argento finemente lavorata. Le spoglie mortali di questo santo, venerato a Crescentino come copatrono della Città, furono scoperte nel 1660, in seguito a scavi effettuati presso le catacombe di Santa Ciriaca, sulla Via Tiburtina, a Roma. L’iscrizione incisa sul sarcofago di pietra portato alla luce era “Crescentinus pro Christo”.
Il culto locale risulta assai più antico dell’epoca in cui furono scoperte le ossa, in quanto già consolidato da una lunga tradizione religiosa presso la confraternita di San Giuseppe.
Papa Alessandro VI, appena fu informato del ritrovamento, donò le reliquie al cardinale Cesare Facchinetto, vescovo di Spoleto. In quel frattempo, si trovava a Roma il sacerdote crescentinese Gerolamo Bosco che compì ogni sforzo per farsi donare le reliquie e, con l’aiuto del conte Gerolamo Solaro di Moretta, ambasciatore presso la Santa Sede per conto del duca Carlo Emanuele II di Savoia, riuscì nel suo intento. Dopo varie vicende le reliquie del martire giunsero a Crescentino il 9 luglio 1662.

### Torre Civica

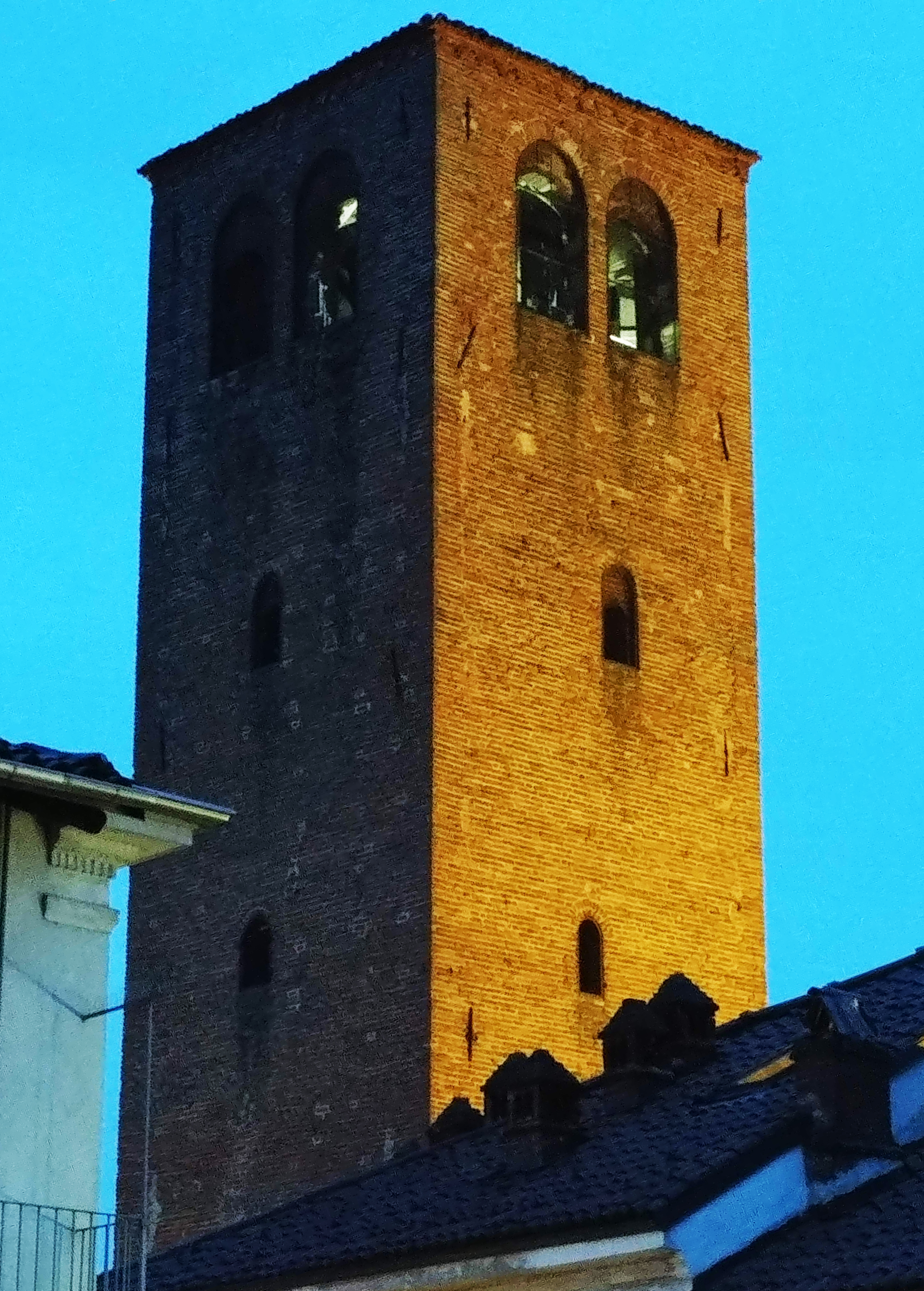
Torre Civica

Sulla piazza Vische, l’imponente struttura della TORRE CIVICA, con una base quadrata, è costruita con mattoni a vista. Ricopre un’area di 50,41 mq, è alta 30,70 metri; la sua struttura presenta caratteristiche trecentesche, archi a doppia apertura degli otto finestroni con profilo leggermente ogivale, che si trovano soltanto nella parte più alta della torre.
Al suo interno, solo al piano inferiore c’è la volta in muratura; salendo i solai non sono più massicci ma costituiti da travi e assi in legno. Man mano che si procede verso l’alto, le scale di legno sono sempre più strette e portano al locale dove si trova una campana del peso di 25 quintali, donata a Crescentino nel 1958 dal Parroco di San Grisante, Don Giuseppe Bianco. Invece, la famosa campana, che diede il via all’insurrezione armata del febbraio 1529, contro i conti Tizzoni, è attualmente conservata nel palazzo municipale.
L’antica torre apparteneva al palazzo signorile della potente dinastia dei Tizzoni, incendiato durante la rivolta.

### Chiesa della Confraternita di San Bernardino
Situata in via Dappiano, è ritenuta, non solo dagli storici locali, la più antica fra le Confraternite di Crescentino. Dedicata in principio a Santo Stefano, intorno al 1460 mutò la sua denominazione per ricordare il passaggio a Crescentino di San Bernardino da Siena, grande e ascoltato predicatore di pace in anni di sanguinose lotte intestine. La chiesa di San Bernardino spicca nella storia locale per una particolarità. Nel 1775 il capomastro crescentinese Crescentino Serra trasportò l’altar maggiore della chiesa per ampliarne il coro. Questo singolare trasporto assunse grande importanza, perché diede al Serra grande credibilità quando l’anno seguente propose di trasportare il campanile della Madonna del Palazzo (trasporto felicemente avvenuto il 26/03/1776). A detta degli intenditori si ritiene opera di gran lunga più meritoria il trasporto dell’altare che non il trasporto del campanile. Nel 1794, durante la campagna militare della Francia contro lo stato sabaudo, la Confraternita venne devastata dai soldati stranieri che la adibirono a magazzino da fieno per i cavalli. Anche nel 1861 la chiesa fu utilizzata dai militari. La facciata barocca del 1722 ha cinque statue incastonate in apposite nicchie. Sopra all’altare maggiore, si può ammirare la maestosa pala della Circoncisione, eseguita nel 1667 dal pittore Bartolomeo Garavoglia. All’esterno, nel cortile della chiesa, nel 1749 è stato costruito il campanile.

### Confraternita di San Michele
Le prime notizie della confraternita di San Michele risalgono al 1569, ma si pensa sia più antica. È situata in via Antonio Cenna, contrada dei Bastioni. La tradizione vuole che sia orientata verso mezzogiorno per volontà dei contadini affinché San Michele salvaguardasse i terreni coltivati ad orto dalle alluvioni. La struttura presenta una sola navata, con pregevoli stucchi. Durante l’assedio di Verrua da parte degli spagnoli nel 1625, il Duca Carlo Emanuele I° di Savoia presenziava la Santa Messa, tanto che rilasciò il privilegio di poter graziare ogni anno un condannato. Sotto l’arco che precede il presbiterio si trova uno stemma ligneo policromo con le insegne di casa Savoia. Sul presbiterio vi sono due nicchie contenenti la statua di San Michele e l’altare della Madonna addolorata. Nelle pareti laterali si trovano tele di notevoli dimensioni raffiguranti episodi della vita della Madonna dipinte da Giovanni Battista Ferraris.
Nel 1719 costruirono il campanile.
Nel 1785 spianarono il terrapieno davanti alla Chiesa per fare spazio alla contrada.

### Chiesa della Confraternita di San Giuseppe
Campanile di probabile inizio XVI secolo, il resto della chiesa fu completato soltanto
nel 1693-1708. Contiene affreschi attribuiti a Guglielmo Caccia, detto il Moncalvo (inizio XVII secolo), e Carlo Martini (1938), mentre il portale, settecentesco, fu restaurato alla fine del XIX secolo.
Solo nel 1607, dopo alcune visite pastorali del vescovo di Vercelli, venne eretta la compagnia della Santissima Trinità e poi quella della Misericordia che aveva il compito di assistere i condannati a morte. Nel 1693, grazie a una donazione di Angelica Margherita Sala, si diede inizio ai lavori di ampliamento della chiesa. I lavori vennero ultimati nel 1708. Oggi della costruzione originale rimane solamente il campanile. L’impianto, nel suo complesso, si ispira al tardo barocco. L’interno della chiesa è arricchito da due corridoi laterali che sembrano matronei.
I dipinti, situati nella parete dietro l’altare, sono di notevole valore, in particolare “La Natività”, opera del Moncalvo. Pregevoli l’altare maggiore del 1770 e il coro ligneo con stalli.

### Chiesa della Confraternita della Resurrezione
Chiesa di chiara facciata in barocco con mattoni a vista, fu eretta intorno al 1763-1765, su una già preesistente Cappella funebre, detta del Suffragio, nella vecchia contrada Pasteri (via Bena), su progetto di scuola vittoniana. Sconsacrata agli inizi del XX secolo, oggi la chiesa è in forte degrado e in tentativo di ristrutturazione.

### Parco Tournon
Il Parco Tournon e la villa omonima si rovano all’incrocio tra via Faldella e via Livorno Ferraris. La villa era, un tempo, la casa dei conti Tournon.
Nel 1911, molte nazioni straniere mandarono degli alberi a Roma per festeggiare il 50º anniversario dell’Unità d’Italia, Ottone Tournon che era conte e consigliere del re chiese di poter avere alcuni alberi per il parco della sua villa di Crescentino. Gli furono donati alberi per noi insoliti e tra di essi il Ginko Biloba originario della Cina.
Ora il parco è un giardino pubblico; la villa è sede della Biblioteca Comunale.

### Castello e Frazione di San Genuario

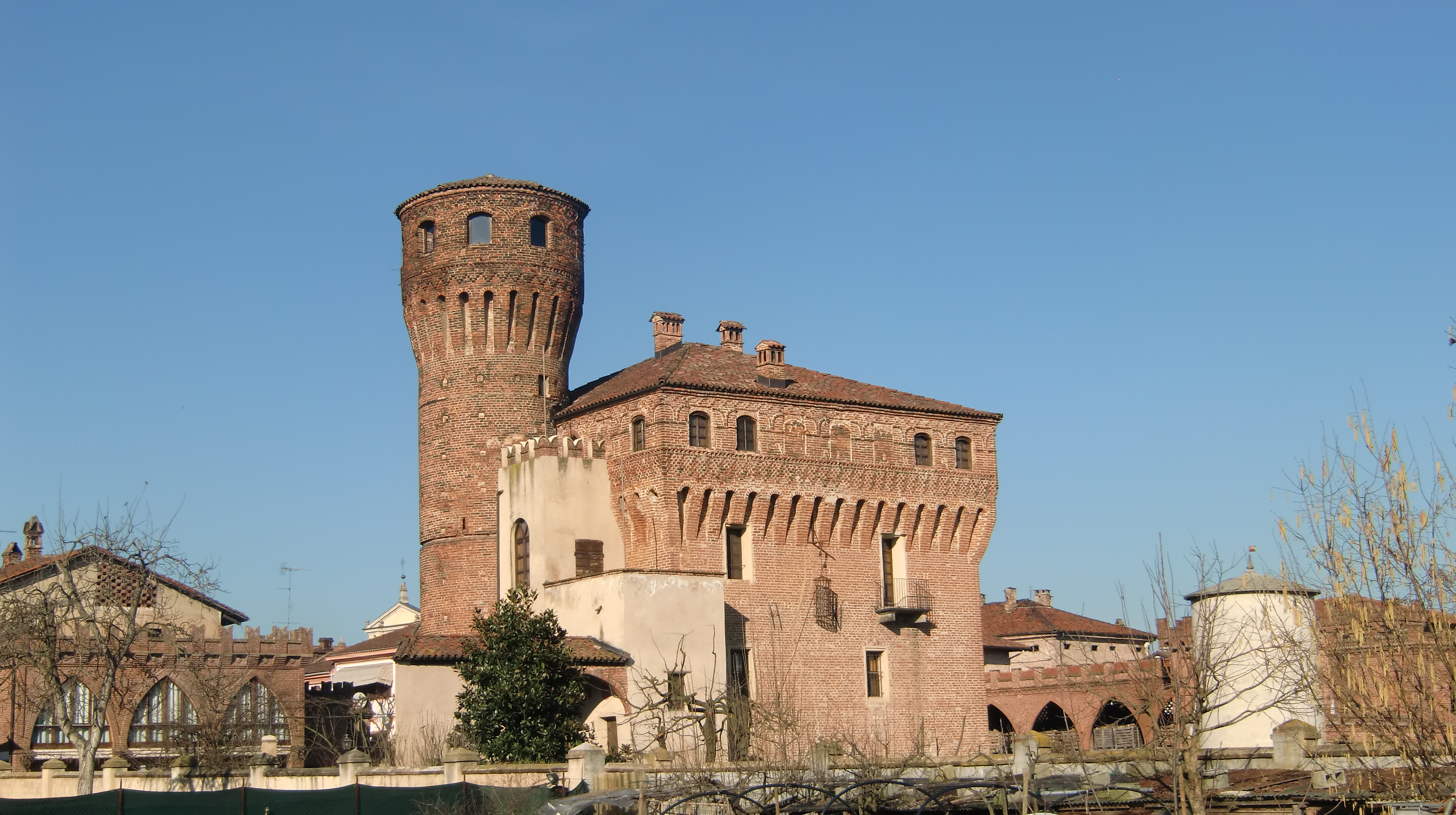
Castello di San Genuario

Località San Genuario, ora frazione, dista circa 4 km nord-est dal paese, nacque come abbazia benedettina di San Michele Arcangelo, nell'VIII secolo, poi titolata a Gennaro o Genuario, uno dei sette santi figli di Santa Felicita (V secolo), cui era molto devoto l'imperatore carolingio Lotario I, che ne donò le reliquie nell'843.
Nel XV secolo poi, la frazione passò sotto i conti Tizzoni, che vi costruirono il loro castello. In particolare, la chiesa fu annessa al territorio di Lamporo e, successivamente, al più vasto Principato di Lucedio.
Geograficamente, la frazione è inserita nelle adiacenti zone paludose della Riserva Naturale Speciale - Zona di Salvaguardia e Parco Naturale del Bosco delle Sorti di Trino Vercellese.
Ritrovamenti romani, di una certa importanza, fanno pensare che questo luogo fosse già abitato in quell’epoca lontana.Certa è invece l’esistenza dell’abbazia benedettina di San Michele Arcangelo di Lucedio fondata nel 707 da Gauderi, cavaliere del re longobardo Ariperto II.
Nei secoli l’abbazia prese poi i nomi di San Genuario e di San Bononio. Il territorio dell’abbazia, al tempo del suo massimo splendore, era molto esteso ma dal XIII secolo, con la nascita e lo sviluppo dell’abbazia cistercense di Santa Maria di Lucedio, e l’insediarsi a Crescentino dei conti Tizzoni nel 1315, ebbe inizio la lenta decadenza del monastero di San Genuario.
Nel 1419 un “breve” di Papa Martino V concesse la metà dei territori dell’abbazia, con contratto enfiteutico, ai conti Tizzoni che si impegnarono ad edificare un castello a difesa del borgo e dell’abbazia.In seguito, Giacomo Tizzoni ottenne anche l’investitura di Conte di San Genuario ma i monaci si opposero e la questione andò avanti per parecchi anni.Il castello (15) fu edificato solo dopo la metà del 1400 dai figli di Giacomo Tizzoni e fu testimone delle numerosissime lotte tra fazioni opposte che travagliarono il territorio e i suoi abitanti.
Dopo la rivolta dei Crescentinesi contro Riccardo IV Tizzoni, vide i processi sommari e le impiccagioni ai suoi merli e gli altri innumerevoli castighi fatti toccare in sorte da Giovanni Andrea II Tizzoni ai “congiurati” crescentinesi.
Esauritasi la dinastia dei Tizzoni, il castello passò nelle mani di molti proprietari e, anche attualmente, è proprietà privata.
L’edificio, tipicamente rinascimentale, è costituito da una struttura principale a base quadrata cui si appoggiano una torre cilindrica e terrazze ornate da merli ghibellini. Osservando il castello si possono notare le modifiche subite nel tempo tra le quali, risulta evidente la copertura del camminamento.
L’abbazia intanto, tra varie vicissitudini, era sopravvissuta fino al 1854 quando fu istituita la parrocchia mentre la maggior parte dei suoi beni era stata venduta all’inizio del secolo.
La parrocchiale della frazione sorge nello stesso luogo dell’antica chiesa abbaziale della quale possiamo ancora ammirare il campanile romanico e la parte retrostante dell’abside con archetti pensili, e caratteristiche pietre fluviali e tufacee.La facciata della chiesa odierna presenta semplici linee architettoniche, l’interno è suddiviso in tre navate senza transetto terminanti nella parte absidale preesistente.
L’abside maggiore con il catino sovrastante e le absidiole laterali ricordano l’impianto classico delle costruzioni monastiche riconducibili al XII secolo, le navate presentano pilastri cruciformi che sostengono le volte a crociera.L’altare maggiore, di marmo scuro, fu costruito agli inizi del 1800.Nell’absidiola di destra si trova un pregevole altare ligneo, in lacca e oro, avente al centro una nicchia, con la statua della Madonna, adorna lateralmente da quattordici medaglioni ovali rappresentanti scene della vita di Cristo.
L’altare presenta un paliotto settecentesco adorno di ricchi intarsi policromi.Nella navata di destra sull’altare laterale troviamo una tela raffigurante la Madonna fra gli angeli, sotto la quale compaiono due frati; sulla stessa pala, in basso a sinistra, si trova l’arma blasonata dei Degregori.
Anche questo altare porta un paliotto settecentesco.Sul pilastro di fronte all’altare si vede la lapide della tomba di Gaspare Degregori fatta apporre dalla moglie. Nella navata di sinistra troviamo l’altare di San Genuario, di semplice fattura neoclassica ed ormai privo delle reliquie del Santo Patrono sottratte dai ladri alcuni anni fa.
A sinistra della porta centrale si può vedere il fonte battesimale ligneo, posto su un’acquasantiera e chiuso da un cancellata in ferro battuto.Il ballatoio che funge da orchestra è adorno di sette medaglioni a forma di losanga con Santa Cecilia e angeli musicanti.
Sopra il ballatoio, una finestra rettangolare istoriata raffigura l’immagine del giovinetto martire San Genuario.Diversamente dagli altri borghi rurali, San Genuario presenta un centro storico con palazzi signorili le cui origini vengono fatte risalire al 1600 e al 1800; va ricordato che fu a lungo comune autonomo e divenne frazione di Crescentino solo agli inizi del 1900. 

### Chiesa e Frazione di San Grisante

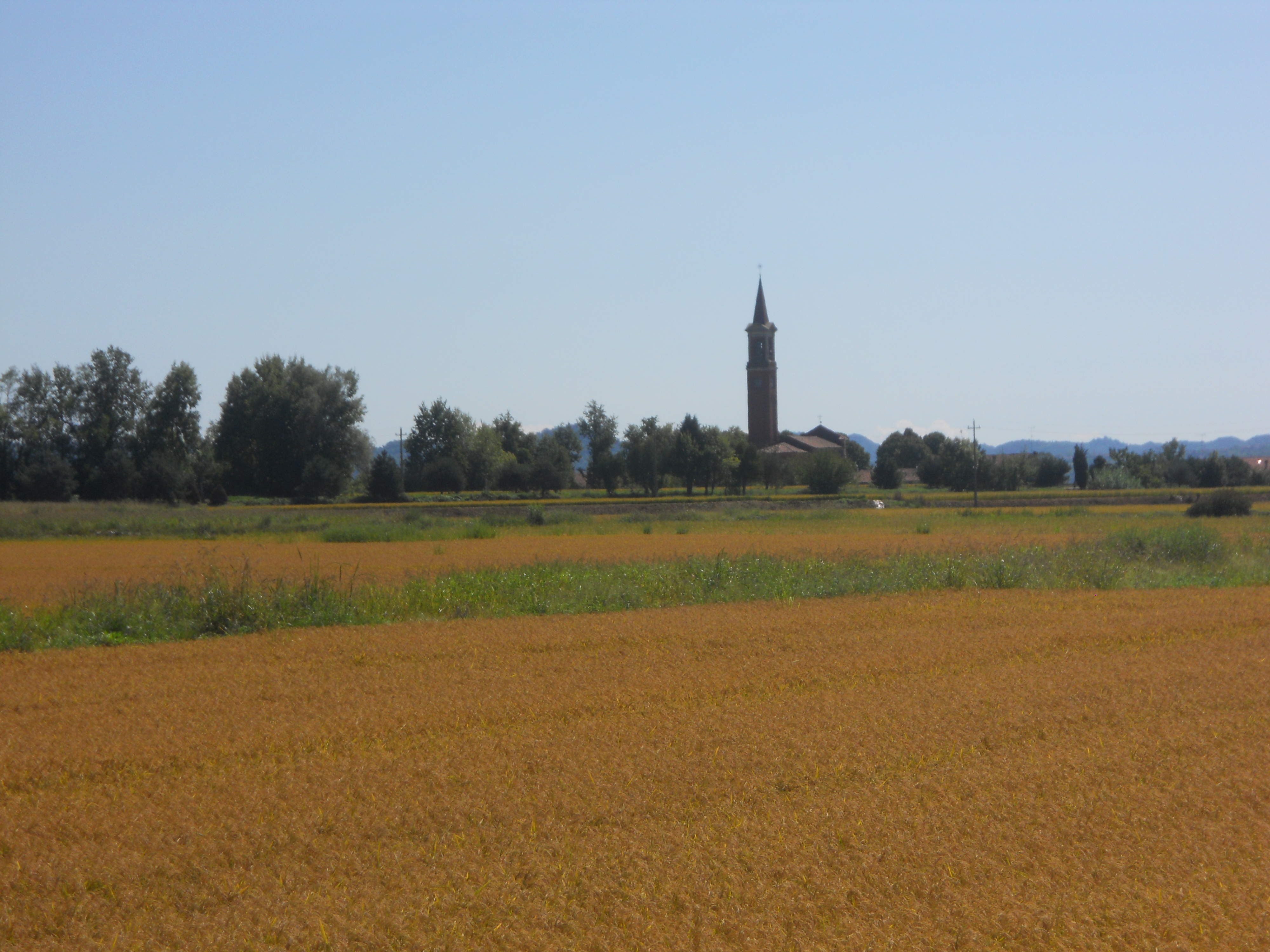
La frazione San Grisante immersa nella distesa di riso

A circa 3 km nord dal paese, anticamente nata nel XV secolo come chiesetta campestre dedicata a San Crisante o Grisante (martire del III secolo), dipendeva da Lamporo, e ne fu distaccata soltanto nel 1694 per annettersi a Crescentino. La frazione ospita altresì il piccolo cimitero comunale.

## Società

### Evoluzione demografica
Abitanti censiti

## Infrastrutture e trasporti

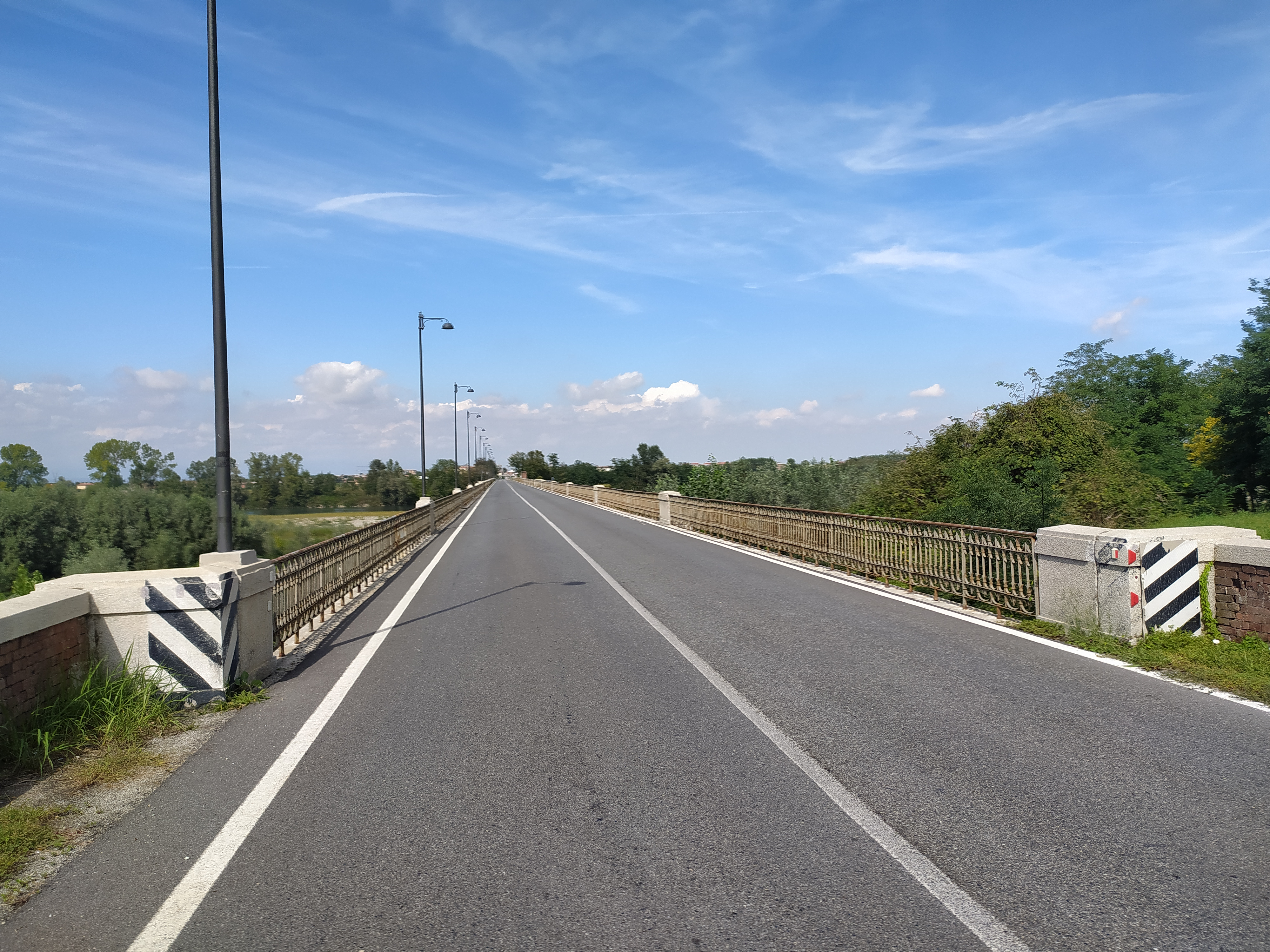
Ponte sul fiume Po tra Verrua Savoia e Crescentino

### Strade
Crescentino è servita dalla strada statale 31 del Monferrato.
Il ponte sul fiume Po collega direttamente la cittadina con il Monferrato e con Verrua Savoia.

### Ferrovie
La cittadina è servita dalla stazione di Crescentino posta lungo la ferrovia Chivasso-Alessandria.

### Istituzioni, enti e associazioni
- Associazione Carnevale Storico Crescentinese "I Birichin"
- Banda Musicale "Luigi Arditi"
- Compagnia delle Bottegha
- Nuova Compagnia Amici del Teatro
- Gruppo Culturale Rione Praïet

## Amministrazione
Di seguito è presentata una tabella relativa alle amministrazioni che si sono succedute in questo comune.
| Periodo          | Periodo          | Primo cittadino    | Partito                         | Carica              | Note   |
| ---------------- | ---------------- | ------------------ | ------------------------------- | ------------------- | ------ |
| 1975             | 1980             | Franco Bonesso     | PSI, PCI                        | Sindaco             |        |
| 1980             | 1985             | Franco Bonesso     | PSI, PCI                        | Sindaco             |        |
| 1985             | 1987             | Franco Bonesso     | PSI, PCI                        | Sindaco             |        |
| 27 ottobre 1987  | 28 giugno 1990   | Luigi Canonica     | PSI, DC                         | Sindaco             | [ 23 ] |
| 28 giugno 1990   | 24 aprile 1995   | Luigi Canonica     | PSI, PCI, Verdi                 | Sindaco             | [ 23 ] |
| 24 aprile 1995   | 14 giugno 1999   | Marinella Venegoni | centro-sinistra                 | Sindaco             | [ 23 ] |
| 14 giugno 1999   | 14 giugno 2004   | Fabrizio Greppi    | centro-destra                   | Sindaco             | [ 23 ] |
| 14 giugno 2004   | 20 febbraio 2009 | Fabrizio Greppi    | lista civica di centro-destra   | Sindaco             | [ 23 ] |
| 20 febbraio 2009 | 8 giugno 2009    | Giovanni Icardi    |                                 | Comm. straordinario | [ 23 ] |
| 8 giugno 2009    | 26 maggio 2014   | Marinella Venegoni | lista civica di centro-sinistra | Sindaco             | [ 23 ] |
| 26 maggio 2014   | 26 maggio 2019   | Fabrizio Greppi    | lista civica di centro-destra   | Sindaco             | [ 23 ] |
| 26 maggio 2019   | in carica        | Vittorio Ferrero   | lista civica Crescentino viva!  | Sindaco             | [ 23 ] |

### Gemellaggi
- Vische, dal 1529[senza fonte]
- San Giorgio Albanese[senza fonte]
- Lososina Dolna[senza fonte]

## Galleria d'immagini

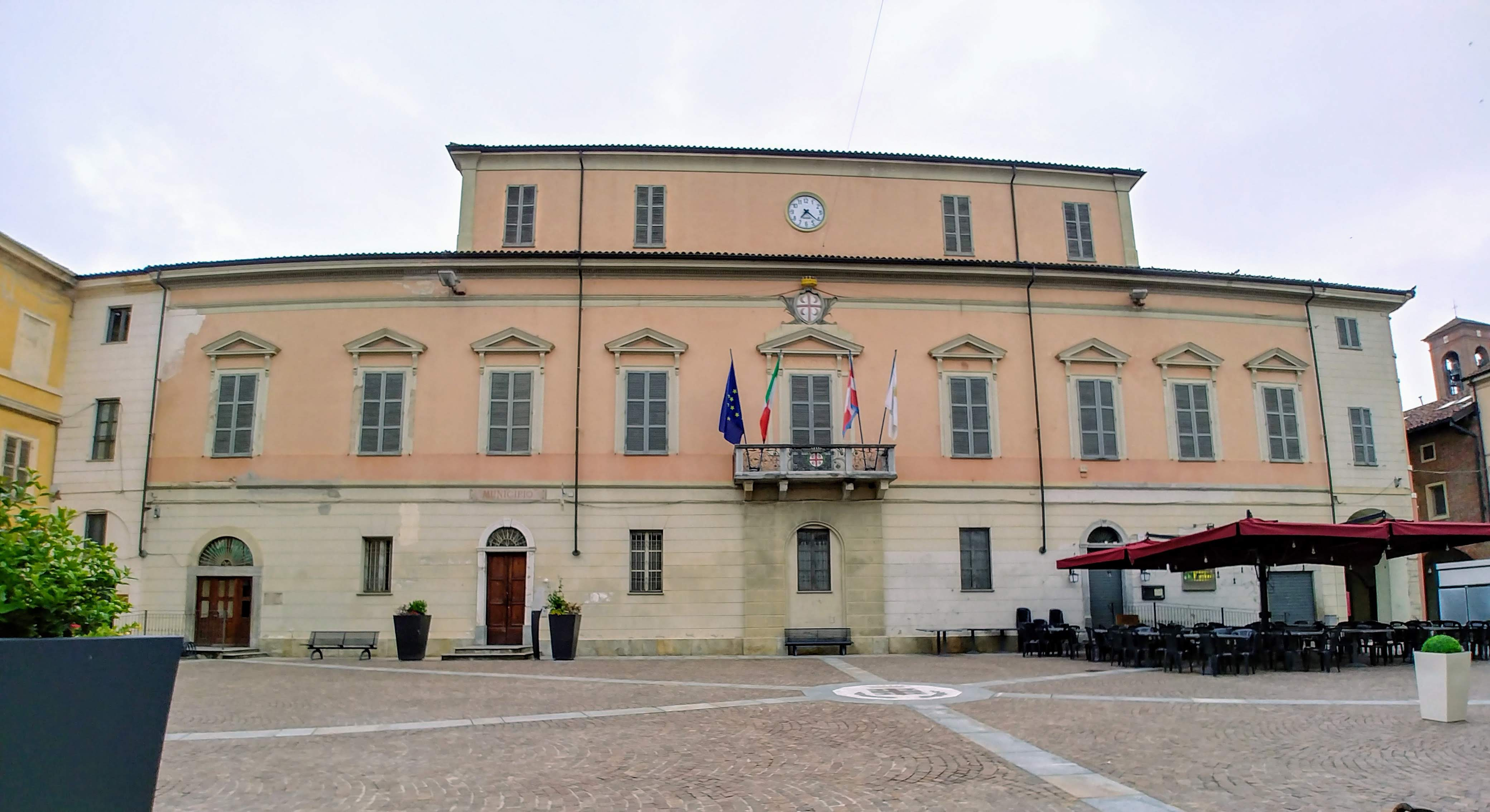
Municipio, in Piazza Caretto
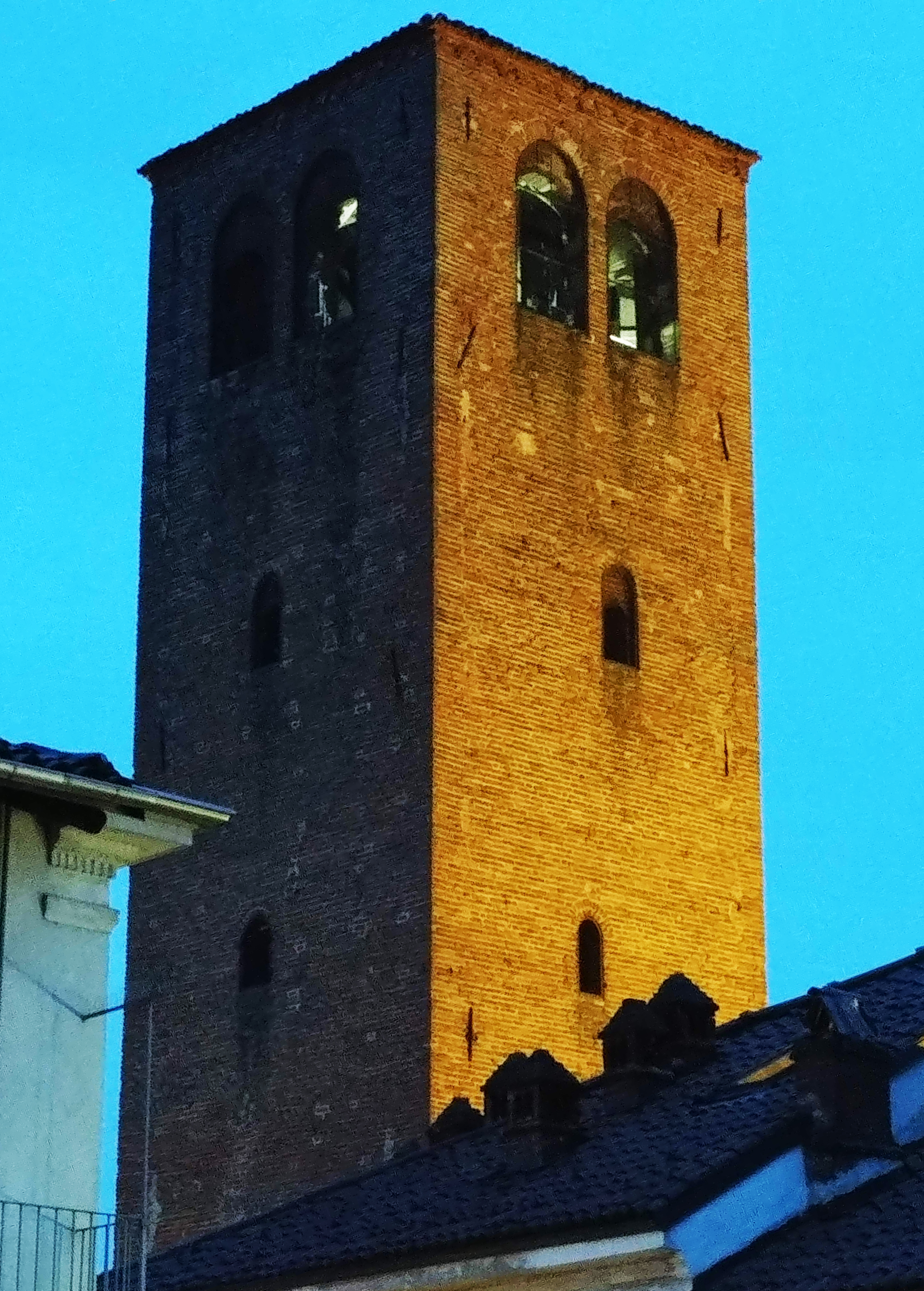
Torre Civica, in Piazza Vische
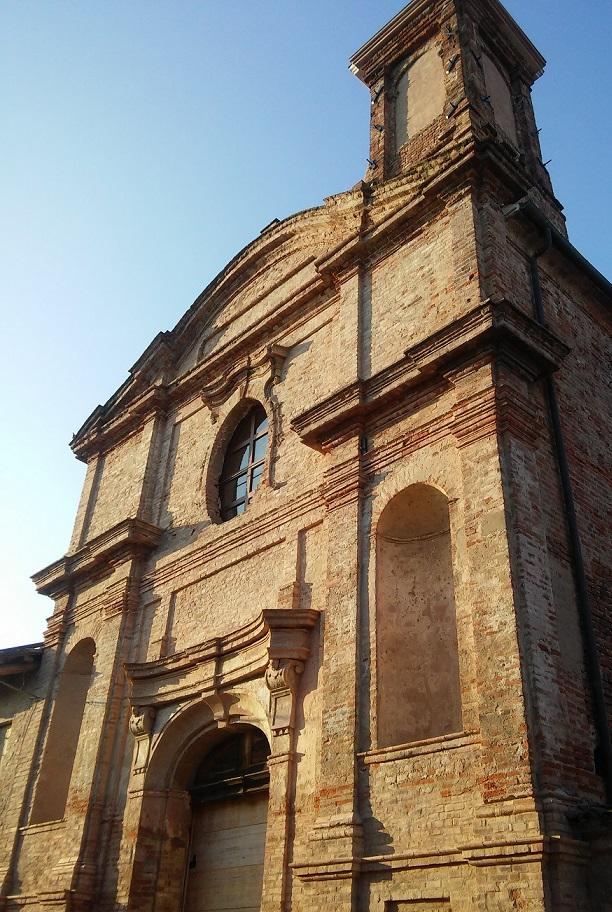
Confraternita della Resurrezione, in Via Bena
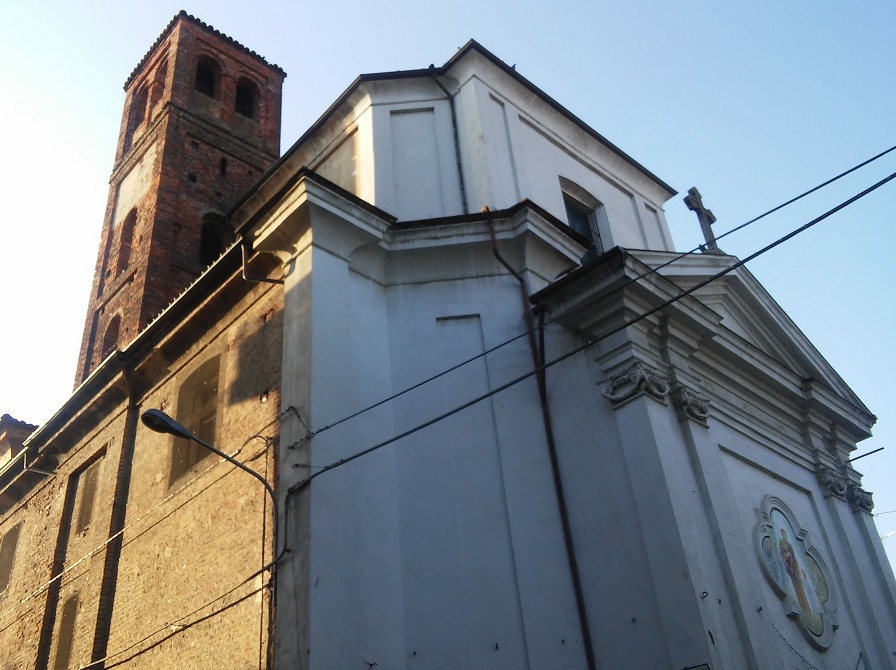
Confraternita S. Giuseppe, in Via San Giuseppe